# ۱۹۶۱

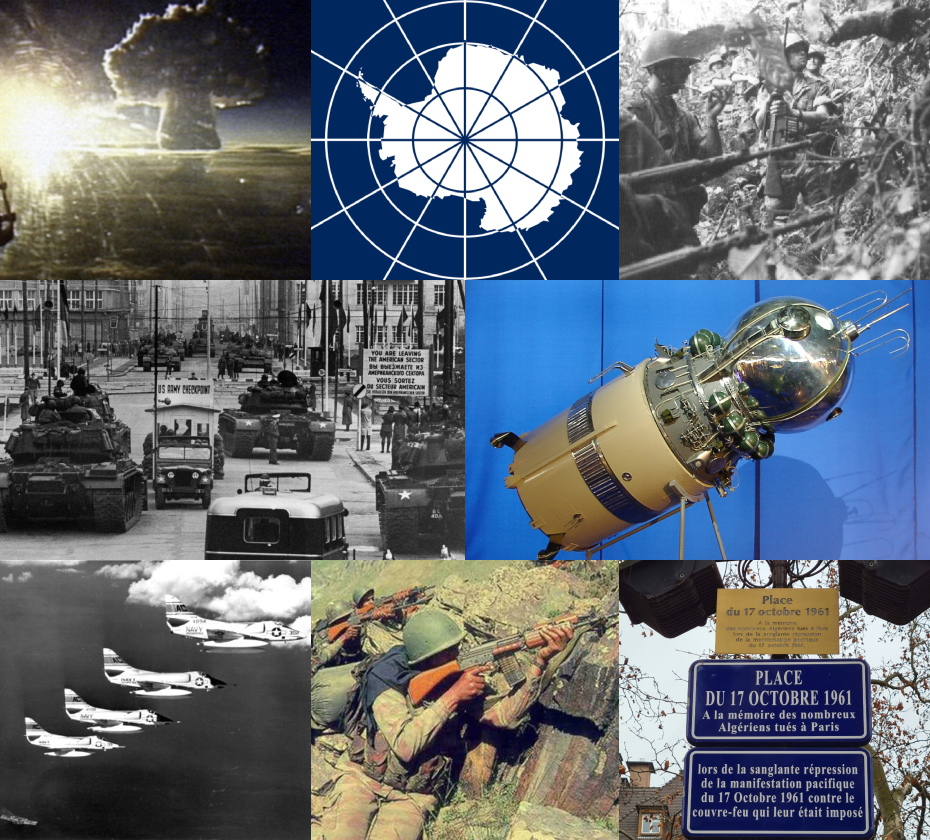

سال ۱۹۶۱ (هزار و نهصد و شصت و یک) میلادی، یکمین سال از دهه ۱۹۶۰ در  سده ۲۰ میلادی بود.

## رویدادها
- ۱۲ آوریل: نخستین پرواز فضایی انسان توسط یوری گاگارین انجام شد.
- ۳ مه - ژنو – فواد روحانی به ریاست اوپک برگزیده می‌شود.
- ۲۵ اکتبر - کرج – گشایش سد امیر کبیر برای تأمین آب تهران.
- ۱۶ نوامبر - کرمانشاه -  محمد رضا شاه پهلوی سندهای مالکیت ۲۴۶۴ زمینهای کشاورزی را به دهقانان اعطا می‌کند.

## زادروزها
- ۲ ژانویه – تاد هینز، فیلمنامه‌نویس، بازیگر، و کارگردان آمریکایی
- ۲۲ ژانویه – دوون موریس، ورزشکار دو و میدانی اهل جامائیکا
- ۲۴ ژانویه – گیدو بوخوالد، بازیکن فوتبال آلمانی
- ۲۹ ژانویه - رافائل گروسی، سیاست‌مدار اهل آرژانتین و مدیر کلّ آژانس بین‌المللی انرژی اتمی
- آجی بات، سیاستمدار اهل هند
- ۸ فوریه – وینس نیل، خواننده آمریکایی
- ۱۳ فوریه – هنری رالینز، خواننده، بازیگر، و نویسنده آمریکایی
- ۱۴ فوریه – لطیفه (خواننده)، خواننده تونسی
- ۱۷ فوریه – آندری کاراطایف، مورخ، اقتصادی، وجامعه‌شناس روسی
- ۲ آوریل – کریستوفر ملونی، بازیگر آمریکایی
- ۳ آوریل – ادی مورفی، فیلمنامه‌نویس و بازیگر آمریکایی
- ۱۲ آوریل – لیزا جرارد، خواننده استرالیایی
- ۲۳ آوریل – جرج لوپز، بازیگر آمریکایی
- ۳۰ آوریل – آیزیاه توماس، مربی بسکتبال، بازیکن بسکتبال، و ورزشکار آمریکایی
- ۶ مه – جرج کلونی، صداپیشه، نویسنده، فیلمنامه‌نویس، بازیگر، کارگردان، و تهیه‌کننده آمریکایی
- ۱۰ مه – دنی کری، درامر و موسیقی‌دان آمریکایی
- ۱۳ مه – دنیس رادمن، صداپیشه، بازیگر، بازیکن بسکتبال، و ورزشکار آمریکایی
- ۱۴ مه – تیم راث، بازیگر بریتانیایی
- ۱۷ مه – انیا، خواننده و ترانه‌سرا ایرلندی
- ۲۰ مه – کلایو آلن، بازیکن فوتبال و مربی بریتانیایی
- ۲۷ مه – پری گیلپین، بازیگر آمریکایی
- ۲۹ مه – ملیسا آتریج، خواننده-ترانه‌سرا، موسیقی‌دان، خواننده، و آهنگساز آمریکایی
- ۱۷ ژوئن – کو ایچی یامادرا، بازیگر ژاپنی
- ۱ ژوئیه – دایانا، شاهدخت ولز، شاهدخت بریتانیایی و عضو خانواده سلطنتی (د. ۱۹۹۷)
- ۱۴ ژوئیه – جکی ارل هیلی، بازیگر آمریکایی
- ۹ اوت – جان کی، سیاست‌مدار نیوزلندی
- ۱۴ اوت – سوزان اولسن، بازیگر آمریکایی
- ۲۱ اوت – استیون هیلنبرگ، تهیه‌کننده و کارگردان آمریکایی
- ۲۵ اوت – بیلی ری سایرس، خواننده-ترانه‌سرا، موسیقی‌دان، بازیگر، و خواننده آمریکایی
- ۱۸ سپتامبر – جیمز گاندولفینی، بازیگر آمریکایی (د. ۲۰۱۳)
- ۲۳ سپتامبر – ویلیام سی. مک‌کول، افسر و فضانورد آمریکایی (د. ۲۰۰۳)
- ۲۷ سپتامبر – اندی لاو، تهیه‌کننده، مجری تلویزیونی، بازیگر، و خواننده هنگ کنگی
- ۲۹ سپتامبر – جولیا گیلارد، سیاست‌مدار استرالیایی
- ۱۳ اکتبر – داک ریورز، مربی بسکتبال، بازیکن بسکتبال، و ورزشکار آمریکایی
- ۲۶ اکتبر – دیلان مک‌درموت، بازیگر آمریکایی
- ۲۹ اکتبر – رندی جکسون (جکسونز)، خواننده-ترانه‌سرا، موسیقی‌دان، و خواننده آمریکایی
- ۲ نوامبر – کی.دی. لنگ، خواننده-ترانه‌سرا، موسیقی‌دان، بازیگر، و خواننده کانادایی
- ۱۹ نوامبر – مگ رایان، صداپیشه، بازیگر، و مدل آمریکایی
- ۲۰ نوامبر – دیو واتسون، بازیکن فوتبال بریتانیایی
- ۲۴ نوامبر – ارونداتی روی، نویسنده هندی
- ۱۴ دسامبر – فردریک دلک، بازیگر و صداپیشه اهل سوئد
- ۱۶ دسامبر – بیل هیکس، موسیقی‌دان آمریکایی (د. ۱۹۹۴)
- ۱۹ دسامبر – اریک آلن کرنل، فیزیک‌دان آمریکایی برنده جایزه نوبل فیزیک
- ۲۴ دسامبر – الهام علی‌اف، سیاست‌مدار اهل جمهوری آذربیاجان
- ۲۵ دسامبر – اینگرید بتانکورت، سیاست‌مدار فرانسوی

## درگذشت‌ها
- ۴ ژانویه – اروین شرودینگر، فیزیک‌دان و نویسنده اتریشی (ز. ۱۸۸۷)
- ۹ ژانویه – امیلی گرین بالچ، اقتصاددان آمریکایی (ز. ۱۸۶۷)
- ۱۰ ژانویه – دشیل همت، نویسنده آمریکایی (ز. ۱۸۹۴)
- ۱۴ ژانویه – بری فیتزجرالد، بازیگر ایرلندی (ز. ۱۸۸۸)
- ۲ فوریه – آنا می ونگ، بازیگر آمریکایی (ز. ۱۹۰۷)
- ۱۷ فوریه – نیتا نالدی، بازیگر آمریکایی (ز. ۱۸۹۷)
- ۶ مارس – جرج فرمبای، تهیه‌کننده، کمدین، بازیگر، و موسیقی‌دان بریتانیایی (ز. ۱۹۰۴)
- ۹ آوریل – زوگ اول آلبانی، سیاست‌مدار اهل آلبانی (ز. ۱۸۹۵)
- ۲۵ آوریل – جورج ملفورد، فیلمنامه‌نویس، بازیگر، و کارگردان آمریکایی (ز. ۱۸۷۷)
- ۲۷ آوریل – روی دل روت، کارگردان آمریکایی (ز. ۱۸۹۳)
- ۳ مه – موریس مرلو-پونتی، فیلسوف فرانسوی (ز. ۱۹۰۸)
- ۱۳ مه – گری کوپر، بازیگر آمریکایی (ز. ۱۹۰۱)
- ۲۲ مه – جوآن دیویس، بازیگر آمریکایی (ز. ۱۹۰۷)
- ۱۴ ژوئن – ادی پولو، بازیگر آمریکایی (ز. ۱۸۷۵)
- ۲۸ ژوئن – سزار زانزوترا، دوچرخه‌سوار اهل ایتالیا (ز. ۱۸۸۶)
- ۳۰ ژوئن – لی دفارست، دانشمند، مخترع، و مهندس آمریکایی (ز. ۱۸۷۳)
- ۱۷ ژوئیه – تای کوب، بازیکن بیسبال و ورزشکار آمریکایی (ز. ۱۸۸۶)
- ۲۰ اوت – پرسی ویلیام بریجمن، فیزیک‌دان آمریکایی (ز. ۱۸۸۲)
- ۲۳ اوت – بیلس رایت، بازیکن تنیس آمریکایی (ز. ۱۸۷۹)
- ۳۰ اوت – چارلز کوبرن، بازیگر آمریکایی (ز. ۱۸۷۷)
- ۱۷ سپتامبر – عدنان مندرس، سیاست‌مدار و دیپلمات اهل ترکیه (ز. ۱۸۹۹)
- ۱۸ سپتامبر – داگ هامرشولد، دیپلمات، اقتصاددان، نویسنده، شاعر، و سیاست‌مدار سوئدی (ز. ۱۹۰۵)
- ۲۲ سپتامبر – ماریون دیویس، تهیه‌کننده و بازیگر آمریکایی (ز. ۱۸۹۷)
- ۲۶ سپتامبر – جوانیتا هانسن، بازیگر آمریکایی (ز. ۱۸۹۵)
- ۱ اکتبر – دونالد کوک (هنرپیشه)، بازیگر آمریکایی (ز. ۱۹۰۱)
- ۱۹ اکتبر – شمس‌الدین گون‌آلتای، سیاست‌مدار، تاریخ‌نگار، و دانشمند اهل ترکیه (ز. ۱۸۸۳)
- ۲ نوامبر – جیمز تربر، ژورنالیست و نویسنده آمریکایی (ز. ۱۸۹۴)
- ۱۵ نوامبر – السی فرگوسن، بازیگر آمریکایی (ز. ۱۸۸۳)
- ۲۴ نوامبر – روت چترتن، بازیگر آمریکایی (ز. ۱۸۹۳)
- ۲۳ دسامبر – کورت میر، افسر آلمانی (ز. ۱۹۱۰)

- 30 مه - رافائل لئونیداس تروخیو : رئیس‌جمهور و دیکتاتور دمینیکن.
- ۲ ژوئیه: ارنست همینگوی نویسنده آمریکایی